# 骨盤底筋
骨盤底筋（こつばんていきん）は、骨盤底を構成する深会陰横筋、尿道括約筋、肛門挙筋、尾骨筋の4つの筋の総称のこと。PC筋とも呼ばれる。

## 概要
骨盤の下部である菱形の会陰は尿生殖三角（会陰前方部の三角）と肛門三角（会陰後方部の三角）に別けられ、肛門三角は肛門挙筋と尾骨筋からなる骨盤隔膜が、尿生殖三角は深会陰横筋と尿道括約筋で構成される尿生殖隔膜と骨盤隔膜が二重に蓋をしている構造となっている。またこれらの４つの筋が共同して骨盤内臓を支えており、骨盤底筋と呼ばれる。この骨盤底筋を鍛える骨盤底筋トレーニング(ケーゲル体操)は、加齢に伴う軽度の尿失禁の改善、予防に有効である。